# Arrêt (rivière)
Pour les articles homonymes, voir Arrêt.
L'Arrêt est un ruisseau qui traverse le département des Hautes-Pyrénées, en région Occitanie et un affluent gauche de l'Arros dans le bassin versant de l'Adour.

## Géographie
D'une longueur de 15,3 kilomètres, il prend sa source sur la commune de Mérilheu (Hautes-Pyrénées), à l'altitude de 580 mètres.
Il coule du sud-ouest vers le nord-est et se jette dans l'Arros à Tournay au lieu-dit Pédarré, à l'altitude 248 mètres.

### Communes et département traversés
Dans le seul département des Hautes-Pyrénées, l'Arrêt traverse huit communes et trois cantons : dans le sens amont vers aval : Mérilheu (source), Cieutat, Orignac, Luc, Poumarous, Oléac-Dessus, Bordes et Tournay (confluence).
Soit en termes de cantons, l'Arrêt prend source dans le canton de Bagnères-de-Bigorre, arrose le canton de Trie-sur-Baïse et conflue dans le canton de Tournay.

## Affluents
L'Arrêt a huit affluents référencés :
- (G) Ruisseau de Hauban, 4,8 km sur Bagnères-de-Bigorre, Hauban, Mérilheu et Orignac ;
- (G) Ruisseau le Luquet, 1,4 km sur Orignac ;
- (G) Riou Det Terme, 1,7 km sur Cieutat, Luc et Orignac, qui conflue au lieu-dit Garragnas (altitude 364 mètres) ;
- (G) Ruisseau Malecarrère, 0,8 km sur Luc, Oléac-Dessus et Poumarous ;
- (G) Ruisseau Caze, 1,4 km sur Oléac-Dessus ;
- (G) Ruisseau Hourmiau, 1,5 km sur Oléac-Dessus ;
- (G) Ruisseau Bernet, 2 km sur Oléac-Dessus et Tournay ;
- (G) Ruisseau l'Amarais, 2,8 km sur Tournay.

Géoportail référence un autre affluent :
- (G) Ruisseau Goutau, qui rejoint l'Arrêt au lieu-dit Descoutalas (altitude 350 mètres).

(D) rive droite ; (G) rive gauche.